# Gruppo Sportivo Bolognese
Il Gruppo Sportivo Bolognese è stato un club calcistico italiano con sede nella città di Bologna, fondato nel 1913 e con colori sociali il bianco e il nero. Da quanto ha scritto il giornalista Carlo Fontanelli ne "i Colori del Calcio", la squadra di calcio era la sezione dell'omonima polisportiva.
Nei suoi sette anni di vita ha disputato maggiormente gare e competizioni non ufficiali, con un campionato ufficiale nella stagione 1919-1920 in Prima Categoria (il massimo livello calcistico italiano dell'epoca), prima di fondersi nel 1920 con la storica concittadina Società Ginnastica Educativa Virtus (poi conosciuta come SEF Virtus o Virtus Bologna).

## Storia
Il Gruppo Sportivo Bolognese fu fondato nel 1913 dal bolognese Giulio Gotti, fondatore, peraltro, anche della società ciclistica "Pedale Bolognese".
Dopo sei anni (con nel mezzo quelli della prima guerra mondiale) di amichevoli e gare non ufficiali, nel 1919 il club s'iscrive al campionato FIGC di Prima Categoria 1919-1920. Dopo aver eliminato SPAL e Audace Ferrara nelle qualificazioni, entrambe per 1-0, i bianconeri chiudono il girone emiliano-romagnolo all'ultimo posto con 4 punti (2 punti di distanza dalla penultima). Il Gruppo Sportivo ha ottenuto due vittorie interne rispettivamente 3-0 con il Mantova e 2-0 con il Nazionale Emilia, nessun pareggio e 8 sconfitte, di cui 8-1 allo Sterlino con il Bologna e 9-1 a Modena contro i canarini. Inizialmente retrocesso, il Gruppo Sportivo viene poi riammesso in Prima Categoria.
Di li a poco, nello stesso 1920 si fonde con la polisportiva bolognese Società Ginnastica Educativa Virtus nella "Virtus Gruppo Sportivo Bolognese", la cui sezione calcistica, che continua il cammino del Gruppo Sportivo, continua a indossare le uniformi bianconere con maglie a quadratoni.
I calciatori del GS Bolognese Alberto Giordani e Giuseppe Martelli continueranno le rispettive carriere prima nella stessa Virtus G.S. Bolognese e poi nel Bologna.

## Colori e simboli

### Colori[2]
I colori delle uniformi del Gruppo Sportivo Bolognese erano il bianco e il nero. Più precisamente, le maglie avevano entrambe le maniche nere e quattro quadrati alternati (anche in verticale) bianchi e neri. I pantaloncini erano bianchi, i calzettoni neri con due fascette bianche. Conosciamo colori e fattezze delle uniformi del Gruppo Sportivo, grazie ai diversi articoli dell'epoca che lo trattano e ad alcune foto.
È smentito quanto afferma il Fontanelli sul suo "I colori del Calcio" (che riporta la cronistoria federale del club stesso), riguardo divise con maglie a strisce bianche e azzurre.

## Strutture

### Stadio
Il G.S. Bolognese disputava le gare interne al campo cosiddetto "della Cesoia" di Bologna (presso porta San Vitale, nella zona dove sarà poi edificato l'ospedale Sant'Orsola), pagando l'affitto. Il Bologna Football Club aveva utilizzato questo terreno fino al 1913 (avendolo lasciato per lo stadio Sterlino).